# Tanora Malagasy Vonona
Tanora Malagasy Vonona (TGV, traducibile dal malgascio come Giovani Malgasci Determinati) è un partito politico malgascio guidato dall'attuale presidente Andry Rajoelina, che l'ha fondato prima delle elezioni comunali di Antananarivo nel 2007.
La sigla TGV è anche un riferimento al soprannome di Andry Rajoelina, un riferimento al treno ad alta velocità francese Train à Grande Vitesse e alla personalità movimentata di Rajoelina.